# Старинское сельское поселение (Омская область)
Старинское се́льское поселе́ние — муниципальное образование в Называевском районе Омской области Российской Федерации.
Административный центр — село Старинка.

## История
Статус и границы сельского поселения установлены Законом Омской области от 30 июля 2004 года № 548-ОЗ «О границах и статусе муниципальных образований Омской области».

## Население
| 2010 | 2011 | 2012 | 2013 | 2014 | 2015 | 2016 |
| ---- | ---- | ---- | ---- | ---- | ---- | ---- |
| 448  | ↘446 | ↘437 | ↘421 | ↘392 | ↘388 | ↘363 |
| 2017 | 2018 | 2019 | 2020 | 2021 | 2023 |      |
| ↗367 | ↘351 | ↘340 | ↘325 | ↘302 | ↘289 |      |

## Состав сельского поселения
| № | Населённый пункт | Тип населённого пункта       | Население |
| - | ---------------- | ---------------------------- | --------- |
| 1 | Каран-Гарал      | аул                          | ↘47       |
| 2 | Новоосиново      | деревня                      | ↘56       |
| 3 | Старинка         | село, административный центр | ↘345      |